# Søren Hee
Severin Hee, auch Søren Hee, (* 2. Juni 1706 in Odense; † 15. Dezember 1756 ebenda) war ein dänischer Arzt, Professor der Medizin in Odense und Mitglied der Gelehrtenakademie „Leopoldina“.
Severin Hee oder auch Søren Hee war Respondent einer medizinischen Dissertation in Copenhagen im Jahr 1734. Er beschäftigte sich mit dem sorglosen Gebrauch von Opium. Er war außerordentlicher Professor für Medizin und Arzneygelehrtheit in Copenhagen und ordentlicher Professor am Philosophischen Gymnasium in Odense. Er war Mitglied der Königlich Dänischen Akademie der Wissenschaften. Er wurde am 4. Dezember 1753 in die Gelehrtenakademie „Leopoldina“ aufgenommen. Er erhielt den Beinamen PHILOXENUS II. (Matrikel-Nr. 582).

## Werke
- Severinus Hee: De methodis medendi in medicina et chirurgia suspectis, Praes. Georg Detharding Copenhagen, Höpffner 1734.
- Severinus Hee, Doct. Med. und Professors am Gymnasio zu Odense, Erzälung vom Kopfweh, welches durch die so genante pellis medicata, bey den Franzosen Peau Diuine, zurück getrieben und tödtlich geworden, in: Anton Friderich Büsching: Nachrichten von dem Zustande der Wissenschaften und Künste in den Königlich Dänischen Reichen und Ländern, Erster Band, Johann Benjamin Ackermann Kopenhagen und Leipzig, 1754, S. 31.